# جويس ديدوناتو
جويس دي دوناتو(13 فبراير 1969) مغنية أوبرا أمريكية من طبقة الميتزو-سوبرانو اكتسبت شهرة واسعة في دار الأوبرا من خلال تأدية بارزة لأعمال موزارت وروسيني. وقد غنت مع العديد من الشركات الرائدة في العالم الأوبرا والأوركسترا وفي عامي 2012 و 2016 وحصل على جائزة غرامي لأفضل أغنية كلاسيكية فردية, وفي عام 2010 حصلت على جائزة فنان السنة في جرامفون, قالت عنها النيويورك تايمز أنها «كوكب الأوبرا في القرن الواحد والعشرين».

## حياتها المبكرة والتعليم
ولدت جويس دي دوناتو فلاهرتي في قرية بريري بولاية كانساس,الولايات المتحدة عام 1969 , كانت السادسة من بين سبعة أطفال ضمن عائلة ايرلنية أمريكية . وكانت تغني في المدرسة وكانت تحلم أن تصبح مغنية بوب أو نجم مسرح برودواي . دخلت جامعة ولاية ويتشيتا في خريف 1988 حيث درست التربية الموسيقية، كانت في البداية مستمتعة في تدريس الموسيقى الفي المدرسة الثانوية والمسرح الموسيقي، ولم تعد مهتمة بالاوبرا حتى شاهدت بث تلفزيوني ل دون جيوفاني( احدي ابداعات الموسيقار الألماني العالمي موتسارت). بعد ذلك، في السنة الجديدة، كانت تلقي إنتاج المدرسة الخفاش [الإنجليزية]. بعد تخرجها من الجامعة قررت أن تكمل الدراسات العليا أكاديمية الفنون الغنائية.
وبعد إكمال دراستها في فيلاديلفيا كانت قد قبلت في ساناتافي اوبرا (شركة اوبرا أمريكية) في برنامج المغني المبتدئ لمهرجان صيف عام 1995, بينما كانت تظهر في عدة أدوار ثانوية لأجزاءكبيرة في الاوبرات مثل : موزارت وريتشارد شتراوس في العرض الأول العالمي عام1994 لديفيد لانج (الرسامين الجدد). تم تكريمها من سانتافي اوبرا باسم لتميز هذه الفنانة المبتدأة . في عام 1996 أصبحت جزءا من برنامج الفنان الشاب هيوستن جراند الأوبرا، حيث غنت من خريف 1996 إلى ربيع 1998. خلال صيف عام 1997، شاركت في برنامج أوبرا سان فرانسيسكو. خلال سنوات عملها الابتدائية، تنافست في العديد من المسابقات الغنائية البارزة. في عام1996 فازت بالجائزة الثانية في مسابقة ماكولوم إليانور وكان الفائز متروبوليتان أوبرا الاختبارات المجلس الوطني. في عام1997 حصلت على جائزة وليام سوليفان ماتيوس، في حين فازت في عام1998بالجائزة الثانية في مسابقة اوبيراليا، وحصدت المركز الأول في جوائز ستيوارت، وفازت في مسابقة جورج لندن، وحصلت على منحة ريتشارد.ف المهنية من مؤسسة شوشانا.

## روابط خارجية
- جويس ديدوناتو على موقع IMDb (الإنجليزية)
- جويس ديدوناتو على موقع مونزينجر (الألمانية)
- جويس ديدوناتو على موقع ألو سيني (الفرنسية)
- جويس ديدوناتو على موقع ميوزك برينز (الإنجليزية)
- جويس ديدوناتو على موقع أول موفي (الإنجليزية)
- جويس ديدوناتو على موقع أول ميوزيك (الإنجليزية)
- جويس ديدوناتو على موقع ديسكوغز (الإنجليزية)
- جويس ديدوناتو على موقع قاعدة بيانات الفيلم (الإنجليزية)
- جويس ديدوناتو على موقع كينوبويسك (الروسية)